# Стен Шо
Стен Шо (енгл. Stan Shaw; рођен у Чикагу, 14. јула 1952), амерички је филмски, позоришни и ТВ глумац.
Глумачки деби имао је у музичким продукцијама на Бродвеју 1974. Његови радови укључују филмове Харлемске ноћи (1989), Роки (1976), Врели дани у Алабами (1991) и Момци у чети Ц (1978).